# Abrothallus cladoniae
Abrothallus cladoniae is een korstmosparasiet behorend tot de familie Xanthopyreniaceae. Hij parasiteert op Cladonia-soorten (zoals open rendiermos)

## Verspreiding
Abrothallus cladoniae komt voor in Europa, Noord- en Zuid-Amerika. In Nederland komt het zeer zeldaam voor.